# Jenna Ortega
Jenna Marie Ortega (ur. 27 września 2002 w Palm Desert) – amerykańska aktorka pochodzenia portorykańsko-meksykańskiego. W latach 2016−2018 występowała jako Harley Diaz w głównej roli w serialu Disney Channel Rodzinka od środka, za którą zdobyła nagrodę Imagen. W 2019 roku zagrała Ellie Alves w drugim sezonie serialu Ty, a w 2021 roku wystąpiła w familijnym filmie Dzień na tak u boku Jennifer Garner.
Otrzymała także pochwały za swoją rolę jako uczennica szkoły średniej (Vada) w filmie młodzieżowym The Fallout (2021). Zagrała również w slasherach Krzyk, X (oba 2022) i Krzyk VI (2023) gdzie wcieliła się w Tarę Carpenter. Również w 2022 roku zaczęła wcielać się w rolę Wednesday Addams w komedii grozy Netflixa Wednesday, za którą była nominowana do Złotego Globu, Primetime Emmy, Screen Actors Guild Awards i MTV Movie Award.
Ortega została wyróżniona na listach takich jak Power 100 The Hollywood Reporter w 2023 roku, Forbes 30 Under 30 w 2024 roku oraz Harper’s Bazaar Women of the Year Awards.  Oprócz aktorstwa Jenna Ortega jest aktywistką, angażuje się w różne projekty charytatywne i społeczne. Jest ambasadorką organizacji UNAIDS, promując świadomość na temat HIV/AIDS, oraz działa na rzecz praw imigrantów i zdrowia psychicznego. Ortega często wykorzystuje swoją popularność, aby poruszać ważne kwestie społeczne i inspirować młodych ludzi do działania.

## Życiorys
Urodziła się 27 września 2002 roku w Palm Desert, w Kalifornii. Jej ojciec jest pochodzenia meksykańskiego; był szeryfem, a później pracował w biurze prokuratora okręgowego. Jej matka, mająca meksykańskie i portorykańskie korzenie, pracuje jako pielęgniarka na oddziale ratunkowym. Prababcia ze strony matki Ortegi była nieudokumentowaną imigrantką z Sinaloa w Meksyku, a jej dziadek ze strony matki pochodził z Portoryko.
Ortega dorastała w La Quinta w Kalifornii. Stwierdziła, że w dzieciństwie była „głośna i ekstrawertyczna”. Od szóstego roku życia marzyła o aktorstwie i przez trzy lata prosiła matkę o zgodę na rozpoczęcie kariery. Matka próbowała zainteresować ją innymi zajęciami, takimi jak piłka nożna czy nauka. Ortega była bliska porzucenia aktorstwa na rzecz piłki nożnej. Ostatecznie jednak jej matka kupiła jej książkę z monologami i opublikowała wideo, na którym dziewięcioletnia Ortega wykonuje jeden z nich. Nagranie przyciągnęło uwagę reżysera castingu, który pomógł jej podpisać kontrakt z agencją.
Matka zaczęła wozić ją do Los Angeles na przesłuchania, lecz okazało się to bardzo czasochłonne. Miała trudności z zdobywaniem ról, ponieważ istniało niewiele ofert dla latynosek, a ona „nie wyglądała w określony sposób” – takie doświadczenia negatywnie wpłynęły na jej poczucie własnej wartości. Rozważała przefarbowanie włosów na blond, aby zwiększyć swoje szanse na zdobycie ról.
Przez pierwszy rok nie miała żadnych kontaktów w branży filmowej, ograniczała więc swoje przesłuchania do reklam. Zdobyła role w 12 ogólnokrajowych kampaniach, w tym w trzech reklamach McDonald’s. Od poniedziałku do piątku występowała w Los Angeles, a potem wracała do domu, aby chodzić do szkoły. Uczęszczała do szkoły publicznej – najpierw do Amelia Earhart Elementary School, a następnie do John Glenn Middle School. Przerwała naukę w ósmej klasie, aby występować w projektach Disneya, i wynajęła mieszkanie w Los Angeles po zdobyciu roli w serialu Rodzinka od środka (2016–2018). W tym czasie pracowała w Los Angeles w dni robocze, a na weekendy wracała do domu.

## Kariera

### 2012–2017: Początki kariery aktorskiej i współpraca z Disneyem
Ortega zadebiutowała jako aktorka w sitcomie Rob (2012), a później pojawiła się gościnnie w odcinku CSI: Kryminalne zagadki Nowego Jorku zatytułowanym Niewypowiedziany. W 2013 roku zadebiutowała na dużym ekranie w niewielkiej roli córki wiceprezydenta w filmie superbohaterskim Iron Man 3. W tym samym roku wystąpiła w horrorze Naznaczony: rozdział 2 jako członkini obsady drugoplanowej.
W latach 2014–2019 grała powracającą rolę w komediowym serialu telewizyjnym The CW Jane the Virgin, wcielając się w młodszą wersję Jane Villanuevy, którą w dorosłej wersji gra Gina Rodriguez. Declan Gallagher z Entertainment Weekly pochwalił jej grę, pisząc, że „unika ona typowych cech charakterystycznych dla dziecięcych aktorów”.
Wystąpiła także w komediowym filmie Przygody klanu urwisów (2014) oraz w sitcomie Netfliksa Richie Rich (2015). Ortega wystąpiła w komediodramacie After Words (2015) jako Anna Chapa, córka męskiego eskorty. Los Angeles Times określił ją jako „uroczą”, podczas gdy The Arizona Republic uznał ją za „strasznie przesłodzoną”.

### 2018–2021: Przejście do dojrzalszych ról

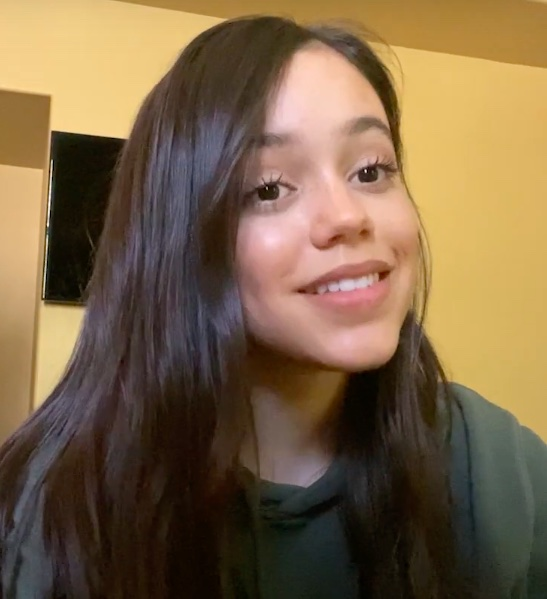
Ortega w 2020 roku

W 2018 roku Ortega zagrała główną rolę w filmie Ratujmy Florę, wcielając się w Dawn, córkę właściciela cyrku. Po zakończeniu serialu „Rodzinka od środka” dążyła do udziału w bardziej dojrzałych projektach, jednak napotykała przekonanie, że role Disneya to „wszystko, co potrafi, lub do czego jest przeznaczona”. Kilka razy rozważała porzucenie aktorstwa, twierdząc, że „jest za stara do młodszych ról, a za młoda do starszych”.
W 2018 roku została obsadzona w roli Ellie Alves w drugim sezonie thrillera Netfliksa Ty, który miał premierę 26 grudnia 2019 roku. Podobnie jak pierwszy sezon, drugi sezon serialu spotkał się z pozytywnymi recenzjami; Robyn Bahr z The Hollywood Reporter określiła Ortegę jako „wybitną aktorkę”. Ortega miała powrócić w trzecim i czwartym sezonie, ale nie mogła tego zrobić z powodu konfliktów w harmonogramie.
Ortega wcieliła się w Phoebe, obiekt uczuć postaci granej przez Judaha Lewisa, w horrorze Netfliksa Opiekunka: Demoniczna królowa, który miał premierę we wrześniu 2020 roku i spotkał się z negatywnymi recenzjami krytyków. Użyczyła również głosu podróżniczce vlogerce o imieniu Brooklynn w animowanym serialu Netfliksa Park Jurajski: Obóz kredowy (2020–2022).
W 2021 roku zadebiutowała jako autorka książki It′s All Love: Reflections for Your Heart & Soul, zawierającej serię cytatów i wypowiedzi na temat wiary i miłości. Wystąpiła w komediowym filmie Netfliksa Dzień na tak (2021), wcielając się w upartą nastolatkę, która pragnie większej niezależności od rodziców. Doceniła sposób, w jaki osoby kolorowe zostały pokazane w „luźnym kontekście, gdzie ich obecność jest zauważona”, zamiast „narzucania tego na siłę”.
Dzień na tak miał premierę w marcu 2021 roku i spotkał się z mieszanymi recenzjami. IndieWire pochwalił Ortegę jako „bardzo utalentowaną”, a Associated Press określiła ją jako „imponująco opanowaną młodą aktorkę”.
Ortega zagrała główną rolę w dramatycznym filmie Następstwa, wcielając się w uczennicę próbującą poradzić sobie z emocjonalną traumą po strzelaninie w szkole. Aby przygotować się do roli, przeglądała zdjęcia, oglądała filmy i wywiady dotyczące strzelanin w szkołach; przetwarzanie takich wydarzeń później „przyszło jej w sposób naturalny”. Brała również udział w ruchu March for Our Lives, który organizował demonstracje wspierające ustawodawstwo dotyczące kontroli broni w Stanach Zjednoczonych.
Ortega, która opisuje siebie jako „bardzo niepewną osobę”, uznała, że łatwo było jej uczynić swoją postać wiarygodną i bliską widzom. Film Następstwa miał premierę na festiwalu South by Southwest 17 marca 2021 roku, a na platformie HBO Max został udostępniony 27 stycznia 2022 roku. Film spotkał się z pozytywnym odbiorem krytyków, a gra aktorska Ortegi została powszechnie pochwalona. Richard Roeper z Chicago Sun-Times opisał jej występ jako „wyważony i głęboko poruszający”, natomiast The Hollywood Reporter napisał, że jej „pięknie zniuansowana rola oddaje zarówno pozorną obojętność, jak i pęknięcia w tej fasadzie”.

### Od 2022: Sukcesy w filmach grozy

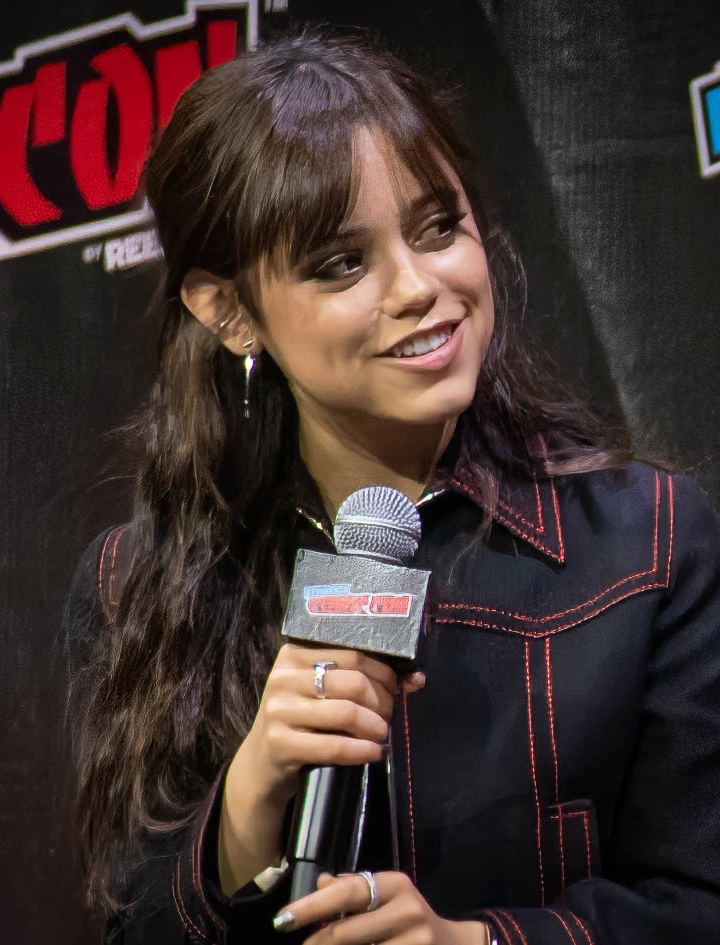
Jenna Ortega podczas Comic Con 2022

W slasherze Krzyk (2022) – piątym filmie z serii Krzyk – Ortega wcieliła się w postać Tary Carpenter. Odnosząc się do swojej roli, powiedziała: „Myślę, że w języku angielskim nie ma słów, które mogłyby odpowiednio wyrazić, jak bardzo jestem szczęśliwa, podekscytowana i zestresowana tą przygodą”. Reżyserzy Matt Bettinelli-Olpin i Tyler Gillett obsadzili Ortegę ze względu na jej umiejętność łączenia tonów horroru i komedii oraz charakterystyczny dźwięk jej krzyku.
Czuła się zestresowana dołączeniem do tak znanej serii, pragnąc „oddać jej sprawiedliwość” bez „kopiowania kogokolwiek”. Powiedziała, że praca nad tym filmem nauczyła ją, jak ważna jest chemia wśród obsady dla naturalnego przebiegu procesu produkcji. Krzyk okazał się sukcesem zarówno pod względem krytycznym, jak i komercyjnym, stając się 35. najbardziej dochodowym filmem 2022 roku. Według The A.V. Club Ortega wykazała się „niesamowitą” odpornością i determinacją w swojej roli. Zdobyła również nagrodę MTV Movie Award w kategorii Najbardziej Przerażająca Rola.
Ortega wystąpiła później w horrorze Studio 666 (2022) z udziałem zespołu Foo Fighters. Recenzenci stwierdzili, że jej talent został niewystarczająco wykorzystany; według Los Angeles Times „nawet cameo świeżo koronowanej Królowej Krzyku 2022, Jenny Ortegi, nie jest w stanie nadać temu filmowi prawdziwego charakteru horroru”.
Następnie zagrała w slasherze X (2022), wyreżyserowanym i napisanym przez Ti Westa, który określił Ortegę jako „nieustraszoną w swoim zaangażowaniu”. Ortega dołączyła do projektu ze względu na jego scenariusz, nazywając go „najbardziej szaloną rzeczą, jaką kiedykolwiek przeczytała”, oraz z powodu możliwości współpracy z Ti Westem. Uznała proces kręcenia za przyjemny i wyjątkowy dzięki unikalnemu stylowi pracy Westa. X stał się najlepiej ocenianym filmem Ortegi na portalu Rotten Tomatoes; The Australian określił ją i jej współgwiazdę, Mię Goth, jako „złodziejki scen”.
Komediowy horror Amerykańska rzeź był ostatnim filmem Ortegi wydanym w 2022 roku. The A.V. Club stwierdził, że kontynuuje „swoją passę jako nowa ikona horroru, z upartą punkową osobowością, która skrywa troskę o innych ludzi”, podczas gdy IGN pochwalił jej „beztroską, nieprzejmującą się niczym postawę”.
W maju 2021 roku Ortega została obsadzona w roli Wednesday Addams w komediowo-horrorowym serialu Netfliksa Wednesday (2022), który określiła jako „nowy rozdział” w swojej karierze. Brała udział w przesłuchaniu przez Zoom z reżyserem Timem Burtonem, podczas którego przeczytała czterostronicowy monolog. Zespół castingowy uznał, że jej interpretacja postaci wniosła niezbędną empatię.
Początkowo wahała się, czy przyjąć tę rolę, ponieważ chciała skupić się na aktorstwie filmowym i obawiała się, że praca nad kolejnym serialem telewizyjnym uniemożliwi jej zdobywanie wymarzonych ról. Aby przygotować się do roli, Ortega przeszła „największą fizyczną przemianę, jaką kiedykolwiek zrobiła”, obcinając włosy i farbując je na czarno, a także zmieniając swoje manieryzmy, sposób mówienia oraz mimikę. Nauczyła się również grać na wiolonczeli i mówić po niemiecku, przeczytała oryginalny komiks Rodzina Addamsów oraz obejrzała telewizyjną adaptację z lat 60..
Ortega nazwała produkcję pierwszego sezonu Wednesday swoim „najbardziej przytłaczającym zadaniem” w 2022 roku i opowiadała o ciągłym stanie dezorientacji i stresu związanego z kierunkiem, w jakim zmierzał serial i jej postać. Powiedziała, że nigdy wcześniej „nie musiała tak stanowczo postawić na swoim na planie, jak w przypadku Wednesday”, uważając, że pierwotny scenariusz był nielogiczny z perspektywy postaci i nie pasował do osobowości Wednesday. Podczas kręcenia niektórych scen zmieniała swoje kwestie bez informowania ekipy.
Po premierze Wednesday krytycy szeroko chwalili Ortegę: CNN stwierdziło, że jej występ wyróżnia serial na tle podobnych spin-offów, będąc „nieustannie dziwacznym, pełnym niezachwianej intensywności, a jednocześnie dziwnie ujmującym”. Wednesday stał się jednym z najchętniej oglądanych seriali Netfliksa, osiągając ponad miliard godzin oglądania w ciągu miesiąca.
Występ Ortegi przyniósł jej nominacje do Złotego Globu oraz Nagrody Gildii Aktorów Ekranowych. Została również nominowana do Nagrody Emmy w kategorii Wybitna Aktorka Pierwszoplanowa w Serialu Komediowym, stając się drugą najmłodszą nominowaną w tej kategorii. Później mówiła o swoim dyskomforcie związanym z byciem rozpoznawalną dzięki pracy nad serialem, podkreślając, że kręcenie go było dla niej twórczo nieprzyjemnym doświadczeniem.
W marcu 2023 roku Ortega poprowadziła odcinek programu komediowego NBC Saturday Night Live. Ponownie wcieliła się w rolę Tary Carpenter w filmie Krzyk VI. Powiedziała, że jej postać miała w tym filmie więcej osobowości niż w poprzedniej części, w której „przez cały czas tylko krzyczała i płakała”. Tworząc osobowość Tary, Ortega uwzględniła kilka cech postaci, takich jak jej ulubiony kolor, styl ubioru, makijaż i poczucie humoru.
Krzyk VI miał premierę w marcu 2023 roku i zarobił ponad 169 milionów dolarów przy budżecie wynoszącym 33–35 milionów dolarów. Deadline Hollywood przypisał sukces kasowy filmu częściowo sile gwiazdorskiej Ortegi. W recenzji Owen Gleiberman z Variety pochwalił jej „zadziorny charakter”, a Slant Magazine stwierdził, że „fantastycznie wcieliła się w rolę”.
W listopadzie 2023 roku Ortega rzekomo zrezygnowała z udziału w serii Krzyk z powodu konfliktów harmonogramowych związanych z kręceniem drugiego sezonu Wednesday. The Hollywood Reporter później poinformował, że opuściła serię po nieudanej próbie uzyskania siedmiocyfrowego wynagrodzenia. W kryminalnym thrillerze Jedna krew (2023) zagrała Mabel, córkę handlarza narkotyków, która poszukuje własnej drogi w życiu. Film miał swoją premierę na Międzynarodowym Festiwalu Filmowym w Toronto, gdzie spotkał się z negatywnymi recenzjami. Wielu dziennikarzy stwierdziło, że obsadzenie Ortegi w tej roli było nietrafione.

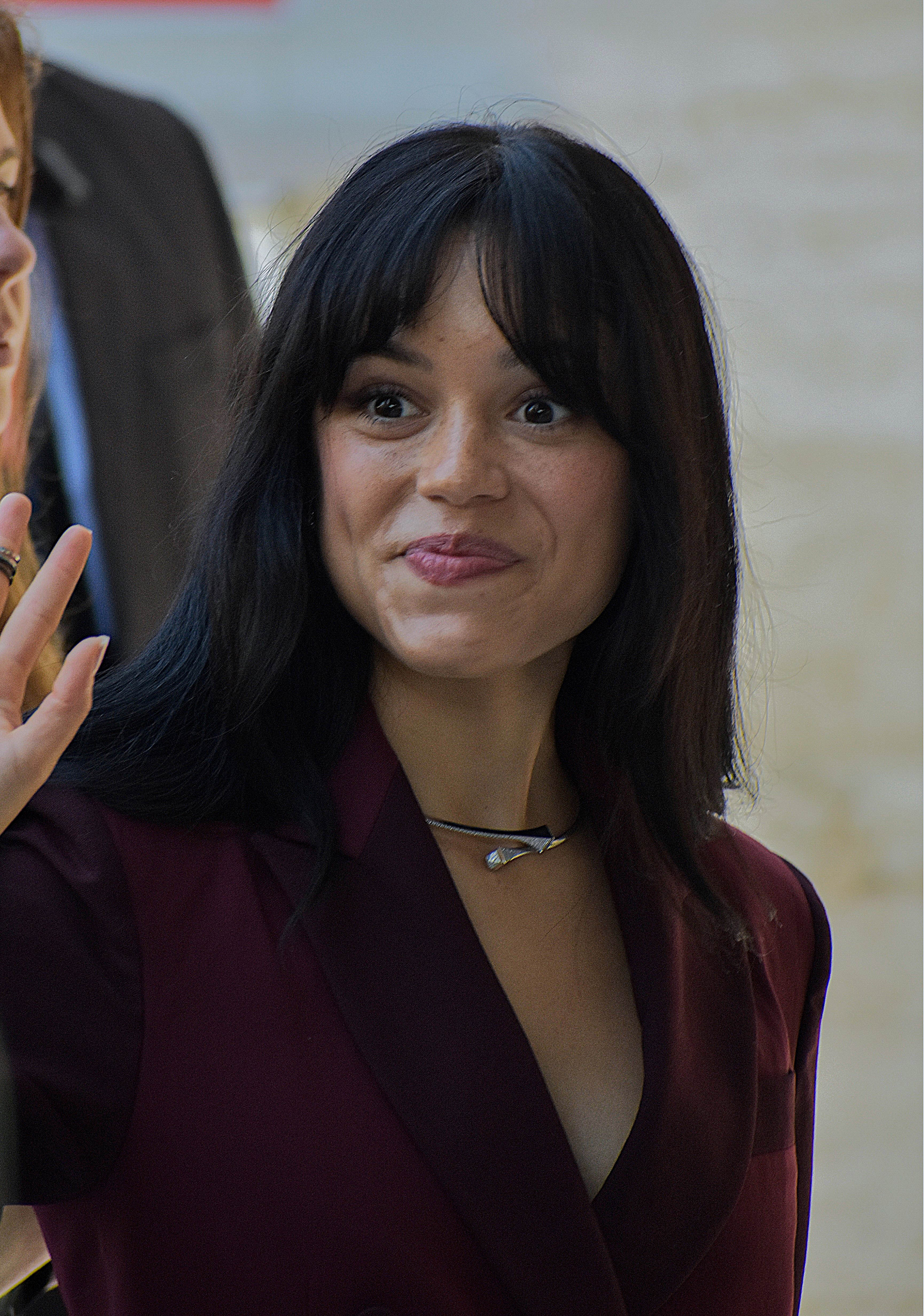
Ortega na premierze filmu Beetlejuice Beetlejuice podczas Międzynarodowego Festiwalu Filmowego w Wenecji w 2024 roku

Ortega rozpoczęła rok 2024 od głównej roli w dramacie Dziewczyna Millera, gdzie zagrała u boku Martina Freemana. Film opowiada historię Cairo Sweet (Ortega), licealistki, której talent pisarski przykuwa uwagę nauczyciela, co prowadzi do skomplikowanej relacji między nimi. Określiła swoją postać jako „najbardziej złożoną, jaką kiedykolwiek grała” i opisała materiał jako ryzykowny, ponieważ uważała, że wywoła dyskusje na tematy, które mogą być dla ludzi niepokojące.
Christy Lemire z RogerEbert.com uznała, że Ortega jest „wystarczająco magnetyczna”, aby utrzymać zainteresowanie widza, choć jej zdaniem motywy postaci były przewidywalne i nielogiczne; Mark Kennedy z Associated Press określił film jako „bezcelowy i niezręczny zwrot” w jej karierze.
Ortega wystąpiła oraz pełniła rolę producentki wykonawczej w romantycznym dramacie Winter Spring Summer or Fall, który miał premierę na Tribeca Film Festival w 2024 roku. Reżyserka Tiffany Paulsen opisała Ortegę jako pierwszy wybór zespołu castingowego do roli Remi Aguilar, ambitnej geniuszki, która zakochuje się w zbuntowanym muzyku. Później wystąpiła w teledysku do piosenki Sabriny Carpenter Taste.
Ortega zagrała w filmie fantasy Tima Burtona Beetlejuice Beetlejuice (2024) – kontynuacji filmu Sok z żuka (1988) – wcielając się w Astrid Deetz, cyniczną nastoletnią córkę Lydii Deetz. Film otworzył 81. Międzynarodowy Festiwal Filmowy w Wenecji i otrzymał przeważnie pozytywne recenzje. The Guardian zauważył, że Ortega odegrała swoją postać z „odpowiednią nutą melancholijnej ponurości”. Rolling Stone określiło ją jako „bezbłędny” wybór obsadowy i pochwaliło emocje, które przekazywała za pomocą „mistrzowskiego, obojętnego spojrzenia”. W bardziej krytycznej recenzji The Independent stwierdził, że grając u boku Michaela Keatona jako Betelgeuse, Ortega „sprawia wrażenie nieco nijakiej i zbyt sztywnej”.

## Inne przedsięwzięcia

### Aktywizm i filantropia
Ortega angażowała się w różne inicjatywy, wspierając między innymi kampanię Pride Over Prejudice — akcję DoSomething, która wspiera imigrantów i uchodźców — Narodowe Centrum Zapobiegania Przemocy, AIDS Healthcare Foundation, Instytut Geeny Davis, Planned Parenthood oraz Wspólny Program Narodów Zjednoczonych Zwalczania HIV i AIDS. Jest zwolenniczką imigracji i przeciwniczką dyskryminacji. W rozmowie z Teen Vogue powiedziała: „Ważne jest, aby dzisiaj pielęgnować swoją kulturę, ponieważ w Ameryce jest tak wiele różnych narodowości. Na koniec dnia jesteś sobą. Musisz być wierny sobie i nie możesz zmieniać siebie, aby się dopasować lub sprawić, by ktoś inny czuł się komfortowo.”. Ortega jest również orędowniczką praw kobiet.
W 2016 roku Ortega zorganizowała spotkanie z fanami, aby zebrać pieniądze dla młodej dziewczynki chorej na raka. Podczas gali Radio Disney Music Awards w 2018 roku Ortega założyła kurtkę z napisem „I Do Care and U Should Too” (tłum. „Obchodzi mnie to i ciebie też powinno”), jako odpowiedź na strój pierwszej damy Stanów Zjednoczonych, Melanii Trump, która podczas wizyty u dzieci imigrantów przebywających bez rodziców miała na sobie kurtkę z napisem „I Really Don't Care, Do U?” (tłum. „Naprawdę mnie to nie obchodzi, a ciebie?”). Protest Ortegi zyskał rozgłos w mediach; w rozmowie z Associated Press stwierdziła, że strój Melanii Trump świadczył o braku wyczucia, a jako pierwsza dama powinna okazywać troskę o dzieci migrantów. Ortega później powiedziała: „Powinniśmy troszczyć się o siebie nawzajem i o nasz kraj... jesteśmy jednym narodem pod opieką Boga”. W 2019 roku Ortega wystąpiła na licznych koncertach charytatywnych We Day w Stanach Zjednoczonych i Kanadzie, aby zbierać fundusze na rzecz organizacji WE Charity.
W 2023 roku Ortega, jako członkini grupy Artists4Ceasefire, podpisała list wzywający Kongres Stanów Zjednoczonych oraz prezydenta Joe Bidena do natychmiastowego ogłoszenia zawieszenia broni w Strefie Gazy podczas konfliktu izraelsko-palestyńskiego. Później potępiła atak na Tall as-Sultan i podkreśliła potrzebę zawieszenia broni.

### Współprace reklamowe
W 2020 roku Ortega została ambasadorką marki kosmetycznej Neutrogena i twarzą kampanii „My Quinceañera Journey”. W 2023 roku została ambasadorką firmy odzieżowej Adidas oraz marki modowej Dior. Była twarzą Adidas Sportswear, pierwszej nowej linii firmy od 50 lat, a także jedną z twarzy kampanii #DareInGrisDior. Wystąpiła u boku Danny’ego Ramireza, Olivii Negron i Patricii Mauceri w reklamie Doritos, która została wyemitowana podczas Super Bowl LVIII w lutym 2024 roku. Serwis The A.V. Club docenił reklamę, choć uznał, że fani Wednesday mogą być rozczarowani brakiem gotyckiego klimatu Ortegi, podczas gdy TVLine stwierdziło, że jej ograniczony czas na ekranie to „prawdziwe nieporozumienie”.

## Życie prywatne
Ortega stwierdziła, że chciałaby być „osobą prywatną” i nie omawiać publicznie swojego życia uczuciowego, uważając, że odciąga to uwagę widzów od jej pracy. Opisała koncepcję celebrytów jako „absolutnie niedorzeczną”. Ortega powiedziała, że jej przyjaciele i rodzina dają jej poczucie bezpieczeństwa, które pomaga jej radzić sobie z trudniejszymi aspektami kariery, dodając, że rodzina „trzyma ją twardo na ziemi”. Stwierdziła również, że dorastanie w branży zdominowanej przez dorosłych zmusiło ją do szybszego dojrzewania, niż byłoby to normalne.

## Filmografia
| Rok     | Tytuł                                        | Rola                           | Dodatkowe informacje                                    |
| ------- | -------------------------------------------- | ------------------------------ | ------------------------------------------------------- |
| 2012    | Rob                                          | dziewczynka                    | serial telewizyjny; odcinek The Baby Bug                |
| 2012    | CSI: Kryminalne zagadki Nowego Jorku         | Aimee Moore                    | serial telewizyjny; odcinek Niewypowiedziany            |
| 2013    | Naznaczony: rozdział 2                       | Annie                          | film                                                    |
| 2013    | Iron Man 3                                   | córka wiceprezydenta           | film                                                    |
| 2014    | Young Love                                   | dziewczyna                     | film                                                    |
| 2014    | The Massively Mixed-Up Middle School Mystery | Elena Mendoza                  | film                                                    |
| 2014    | The Cookie Mobster                           | Nita                           | film                                                    |
| 2014    | Rake                                         | Zoe Leon                       | serial telewizyjny; rola powracająca                    |
| 2014    | Klan urwisów powraca                         | Mary Ann                       | film                                                    |
| 2014–16 | Jane the Virgin                              | dziesięcioletnia Jane          | serial telewizyjny; rola powracająca                    |
| 2015    | Richie Rich                                  | Darcy                          | serial telewizyjny; rola pierwszoplanowa                |
| 2015    | After Words                                  | Anna Chapa                     | film                                                    |
| 2016    | Elena z Avaloru                              | księżniczka Isabel             | serial animowany; rola pierwszoplanowa; użyczenie głosu |
| 2016    | Elena i sekret Avaloru                       | księżniczka Isabel             | film; użyczenie głosu                                   |
| 2016-17 | Rodzinka od środka                           | Harley Diaz                    | serial telewizyjny; główna rola                         |
| 2017    | Wyrm                                         | Suzie                          | film                                                    |
| 2018    | Man of the House                             | Elena                          | film                                                    |
| 2018    | Ratujmy Florę                                | Dawn                           | film                                                    |
| 2019    | Girl Code                                    | Olivia                         | film                                                    |
| 2019    | Wyrm                                         | Suzie                          | film                                                    |
| 2019    | Ty                                           | Ellie Alves                    | serial, rola pierwszoplanowa                            |
| 2019    | Jane the Virgin                              | Młoda Jane                     | serial                                                  |
| 2020    | Opiekunka: Demoniczna królowa                | Phoebe                         | film; rola pierwszoplanowa                              |
| 2021    | Dzień na tak                                 | Katie Torres                   | film                                                    |
| 2021    | Następstwa                                   | Vada Cavell                    | film, główna rola                                       |
| 2022    | Krzyk                                        | Tara Carpenter                 | film                                                    |
| 2022    | Studio 666                                   | Skye Willow                    | film                                                    |
| 2022    | X                                            | Lorraine Day                   | film                                                    |
| 2022    | Amerykańska rzeź                             | Camila Montes                  | film                                                    |
| 2022    | Wednesday                                    | Wednesday Addams, Goody Addams | serial, główna rola                                     |
| 2023    | Krzyk VI                                     | Tara Carpenter                 | film, rola pierwszoplanowa                              |
| 2023    | Jedna krew                                   | Mabel                          | film, rola drugoplanowa                                 |
| 2024    | Beetlejuice Beetlejuice                      | Astrid Deetz                   | film                                                    |
| 2024    | Dziewczyna Millera                           | Cairo Sweet                    | film, rola pierwszoplanowa                              |

## Nagrody i nominacje
| Plebiscyt                                           | Rok  | Kategoria                                                                   | Nominowana twórczość             | Rezultat  | Źr.             |
| --------------------------------------------------- | ---- | --------------------------------------------------------------------------- | -------------------------------- | --------- | --------------- |
| AACTA Awards                                        | 2024 | Ulubiona aktorka według wyboru publiczności                                 |                                  | Nominacja | [ 149 ]         |
| Austin Film Critics Association                     | 2023 | Nagroda Pamięci Roberta R. „Bobby'ego” McCurdy'ego dla Przełomowego Artysty | Następstwa, Krzyk, X, Studio 666 | Wygrana   | [ 150 ] [ 151 ] |
| Critics' Choice Super Awards                        | 2023 | Najlepsza aktorka w serialu horrorowym                                      | Wednesday                        | Wygrana   | [ 152 ]         |
| Critics' Choice Super Awards                        | 2024 | Najlepsza aktorka w filmie horrorowym                                       | Krzyk VI                         | Nominacja | [ 153 ]         |
| Dorian Awards                                       | 2023 | Nagroda Wschodzącej Gwiazdy                                                 |                                  | Nominacja | [ 154 ]         |
| Fangoria Chainsaw Awards                            | 2023 | Najlepsza rola drugoplanowa                                                 | Krzyk                            | Nominacja | [ 155 ]         |
| Złoty Glob                                          | 2023 | Najlepsza aktorka w serialu komediowym lub musicalu                         | Wednesday                        | Nominacja | [ 156 ]         |
| Hollywood Critics Association Midseason Film Awards | 2022 | Najlepsza aktorka                                                           | Następstwa                       | Nominacja | [ 157 ]         |
| Imagen Awards                                       | 2016 | Najlepszy młody aktor                                                       | Rodzinka od środka               | Nominacja | [ 158 ]         |
| Imagen Awards                                       | 2018 | Najlepszy młody aktor                                                       | Rodzinka od środka               | Wygrana   | [ 159 ]         |
| Imagen Awards                                       | 2019 | Najlepszy młody aktor                                                       | Rodzinka od środka               | Nominacja | [ 160 ] [ 161 ] |
| Imagen Awards                                       | 2021 | Najlepsza aktorka – film fabularny                                          | Dzień na tak                     | Nominacja | [ 162 ] [ 163 ] |
| Imagen Awards                                       | 2023 | Najlepsza aktorka – serial komediowy                                        | Wednesday                        | Wygrana   | [ 164 ]         |
| MTV Movie Award                                     | 2022 | Najbardziej przerażająca rola                                               | Krzyk                            | Wygrana   | [ 165 ]         |
| MTV Movie Award                                     | 2023 | Najlepsza rola                                                              | Wednesday                        | Wygrana   | [ 166 ]         |
| MTV Movie Award                                     | 2023 | Najlepszy bohater                                                           | Wednesday                        | Nominacja | [ 166 ]         |
| MTV Movie Award                                     | 2023 | Najlepszy duet                                                              | Wednesday (z Rączką)             | Nominacja | [ 166 ]         |
| Nickelodeon Kids’ Choice Awards                     | 2023 | Ulubiona kobieca gwiazda telewizyjna                                        | Wednesday                        | Wygrana   | [ 167 ]         |
| People’s Choice Award                               | 2024 | Gwiazda filmowa roku w kategorii dramat                                     | Krzyk VI                         | Wygrana   | [ 168 ]         |
| Primetime Emmy Awards                               | 2024 | Wybitna główna aktorka w serialu komediowym                                 | Wednesday                        | Nominacja | [ 169 ] [ 170 ] |
| Nagroda Saturn                                      | 2024 | Najlepsza rola młodego aktora w serialu telewizyjnym                        | Wednesday                        | Wygrana   | [ 171 ]         |
| Nagroda Saturn                                      | 2025 | Najlepsza rola młodego aktora                                               | Beetlejuice Beetlejuice          | Wygrana   | [ 172 ]         |
| Nagroda Gildii Aktorów Ekranowych                   | 2023 | Wybitna rola kobieca w serialu komediowym                                   | Wednesday                        | Nominacja | [ 173 ]         |